# Christian Leye
Christian Leye (nascido a 6 de abril de 1981) é um político alemão do partido político Die Linke. Ele é membro do Bundestag alemão pela Renânia do Norte-Vestfália.

## Carreira
Nascido em Bochum, Leye é presidente estadual do Die Linke na Renânia do Norte-Vestfália desde 2016. Ele contestou Duisburg II nas eleições federais de 2021 e ganhou um assento pela lista do partido.